# Mirza Ghulam Ahmad
Mirza Ghulam Ahmad (Urdu: مرزا غلام احمد‎, Hindi: मिर्जा गुलाम अहमद; 13 februarie 1835 – 26 mai 1908 / 14 shawwal 1250 – 24 rabi' ath-thani 1326) a fost o figură religioasă din India, fondator al mișcării islamice Ahmadiyya, care își propune diseminarea unui islam pașnic, al cărui jihad să nu fie armat, ci verbal.

## Biografia

### Date generale
Născut pe 13 februarie 1835, Mirza Ghulam Ahmad s-a născut în Qadian, fiind copilul supraviețuitor dintr-o pereche de gemeni ai unei influente familii mogule. A învățat să citească textul în arabă al Coranului, gramatica de bază a acestei limbi dar și limba persană, iar mai târziu a studiat câteva lucrări de medicină de la tatăl său, Mirza Ghulam Murtaza, care era doctor.
Din 1864 până în 1868, Ghulam Ahmad a lucrat ca funcționar în Sialkot, apoi se întoarce în Qadian fiind însărcinat de tatăl său să supravegheze anumite afaceri. În această perioadă se pare ca era cunoscut ca un pustnic, petrecându-și timpul singur pentru a studia cărți religioase și a se ruga la moscheea locală. Cu trecerea timpului, a început să interacționeze din ce în ce mai mult cu misionarii creștini, în special pentru a apăra islamul de critica acestora. Deseori îi confrunta pe aceștia în dezbateri publice, mai ales pe cei din orașul Batala.
După ce a spus că Iisus (sau Isa) ar fi supraviețuit crucificării, migrând către Cașmir unde a murit de moarte naturală, Ghulam Ahmad a susținut că el este reformatorul divin al celui de-al paisprezecelea secol islamic, Mesia sau Mahdi (Cel Asteptat), numit în spiritul și cu puterea lui Iisus.[5]. Ahmad este considerat de adepții ramurilor oficiale ale islamului ca fiind un eretic pentru că se pretinde a fi profet (folosea termenul nabi - din arabă profet atunci când făcea referire la propria persoană), în timp ce credința generală este aceea că Muhammad este pecetea profeților.
Mișcarea ahmadiyya, fondată în 23 martie 1889 are, potrivit fondatorului său, rolul de a propaga islamul în forma sa pașnică, el susținând că un islam agresiv nu își are locul în această credință, propovăduind adepților să practice un jihad intelectual al stiloului pentru a-și apăra religia. A călătorit de-al lungul subcontinentului indian pentru a-și predica ideile și idealurile religioase, câștigând un număr substanțial de adepți încă din timpul vieții.

### Căsătorie și copii
Mirza Ghulam Ahmad a fost căsătorit de două ori. Prima soție, Hurmat Bibi, a fost verișoara sa pe linie paternă, iar împreună cu ea a avut doi copii, Mirza Sultan Ahmad (1853–1931) și Mirza Fazal Ahmad (1855–1904). Prima sa soție i-a dat voie să se mute cu cea de-a doua soție, însă nu a vrut să divorțeze deși trăiau de mult timp separat.  Cu cea de-a doua soție a avut zece copii, dintre care cinci au murit în copilărie.

### Moartea
Pe 26 mai 1908, în timp ce era în Lahore în casa doctorului său Syed Muhammad Hussain,  Mirza Ghulam Ahmad, a murit de slabiciune și complicații derivate din dizenterie. Corpul său a fost transportat la Qadian și îngropat acolo.

## Mișcarea ahmadiyya

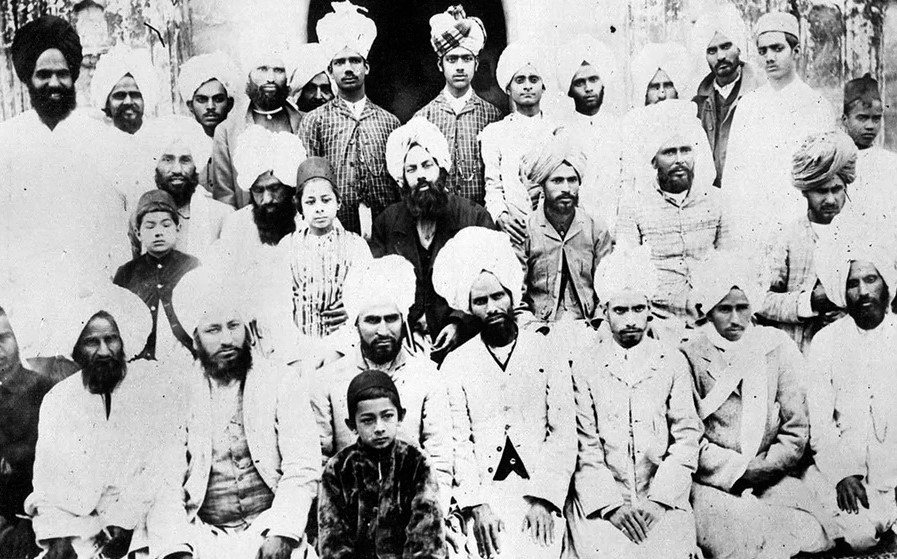
Mirza Ghulam Ahmad (în centru), împreună cu unii dintre companionii săi, la Qadian în 1899

La mijlocul secolului XIX creștinismul cunoștea o răspândire fulminantă în India datorată unei activități misionare agresive, iar o mișcare anti-britanică se dezvolta în paralel. Liderii musulmani cereau un jihad armat și aproape toate grupurile musulmane susțineau această chemare, cu excepția lui Mirza Ghulam Ahmad. 
În 1886, anumiți lideri Arya Samaj, o mișcare hindusă reformatoare, au discutat și dezbătut cu  Ghulam Ahmad veridicitatea islamului și au cerut un semn pentru a demonstra că islamul este o religie vie. Pentru a-și îndrepta rugăciunile către acest scop și a căuta îndrumare divină, a călătorit la Hoshiapur în ceea ce va numi instruirea divină, petrecând 40 de zile în izolare (practică numită chilla-nashini). Însoțit în această călătorie de trei companioni la casa unuia dintre adepții săi, a fost lăsat într-o cameră iar aceștia îi aduceau mâncare și plecau fără a i se adresa, în timp ce Ahmad se ruga și contempla. Obișnuia să iasă din casă în zilele de vineri pentru a-și face rugăciunea de vineri (Jumu'ah) într-o moschee părăsită.

### Legământul
Deși și-a declarat numirea divină ca reformator încă din 1882, Ghulam Ahmad nu a făcut niciun legământ de credință. În decembrie 1888 a anunțat că Dumnezeu a ordonat ca adepții săi să intre în bay'ah cu el și să îi jure credință, iar în ianuarie 1889 a publicat o broșură în care enunța zece condiții pe care inițiatul trebuia să le respecte pentru restul vieții. Pe 23 martie 1889, a fondat  comunitatea ahmadiyya prin luarea unui angajament de la 40 de adepți. Metoda oficială de a adera la mișcare  presupunea împreunarea mâinilor și recitarea unui jurământ, deși contactul fizic nu era întotdeauna necesar.

### Revendicări
Mirza Ghulam Ahmad a proclamat ca este Mesia promis și Mahdi, fiind împlinirea mai multor profeții ce se găsesc în diferite religii ale lumii privind a doua venire a fondatorior lor. Această revendicare a iscat o mare controversă, în special printre musulmani și creștini. Adepții lui Ahmad spun că acesta nu a pretins niciodată că este fizic același Iisus care trăise cu 19 secole. Ahmad a pretins ca Iisus a murit de moarte naturală, în contradicție cu tradiția musulmană privind ascensiunea în rai a lui Iisus și tradiția creștină a crucificării. A susținut în opera sa că exista o decădere generală a vieții islamice și era nevoie de un Mesia,spunând că așa cum Iisus a apărut în al 14-lea secol după Moise, la fel și Mahdi trebuie să apară în al 14-lea secol după Muhammad. În Tazkiratush-Shahadatai a scris despre împlinirea a numeroase profeții, enumerând totodată descrieri din Coran și hadith referitoare la venirea lui Mahdi și a vârstei sale, pe are și le-a atribuit. Acestea includ aserțiuni că ar fi fost descris fizic în Hadith și a manifestat diverse alte semne.
În timp, revendicările că ar fi reformatorul vremii sale a devenit din ce în ce mai explicite. Într-una dintre cele mai cunoscte și apreciate lucrări, Barahin-e-Ahmadiyya, a pretins că el este Mesia islamului, deși musulmanii cred că Iisus se va întoarcea la sfârșitul vremurilor. În schimb, Mirza Ghulam Ahmad a susținut că Iisus de fapt a supraviețuit crucificării și a murit de bătrânețe mult mai târziu, în Cașmir, unde imigrase. Potrivit acestuia, promisul Mahdi era o referință simbolică la un lider spiritual, și nu un lider militar în persoana lui Iisus Hristos, așa cum este crezut de mulți musulmani. Cu această proclamare a respins și ideia unui jihad armat și a susținut că nu sunt întrunite condițiile în această epocă, ceea ce impune apărarea islamului cu stiloul și limba, însă nu cu sabia. Ahmad a scris două cărți numite Tuhfa e qaisariah and Sitara e Qaisaria în care a invitat-o pe Regina Victoria să îmbrățișeze islamul, renunțând la creștinism.

### Reacțiile teologilor
în urma revendicărilor, foarte mulți teologi s-au ridicat împotriva sa, fiind deseori considerat un eretic. Oponenții săi l-au acuzat că ar fi lucrat pentru guvernul britanic, din cauza ideii sale de a se renunța la jihad-ul armat, din moment ce afirmațiile sale cum că el ar fi Mahdi au fost făcute în același timp cu cele ale lui Muhammad Ahmad, Mahdi din Sudan. La mult timp după moartea sa a fost acuzat din nou că a lucrat pentru britanici pentru a înfrâna ideologia musulmani privind jihad-ul.
După afirmațiile sale, unul dintre adversari a pregătit un decret (fatwa) de necredință împotriva lui Mirza Ghulam Ahmad, declarându-l apostat și mincinos, permițând uciderea sa și a adepților săi. Decretul a fost semnat de aproximativ două sute de teologi din India.
Ani mai târziu, un proeminent lider și teolog musulman, Ahmed Raza Khan, a călătorit în Hejaz pentru a strânge părerile teologilor din Mecca și Medina, compilându-le în opera sa Hussam ul Harmain 25, declarându-l din nou pe Ghulam Ahmad apostat. Consensul unanim a aproape 34 de teologi era că opiniile acestuia erau blasfemii și echivalau cu apostazia, iar Ahmad trebuie pedepsit prin încarcerare sau, dacă este necesar, prin execuție.

### Eclipsa de lună și soare
După ce a anunțat că este Mahdi și Mesia, oponeții i-au cerut semnul divin detaliat în tradiția atribuită imam-ului din secolul VI, cunoscut ca Muhammad bin Ali, în care este specificată apariția lui Mahdi:
„Pentru Mahdi al nostru există două semne care nu au mai apărut niciodată de la crearea cerurilor și pământului, mai exact luna va fi eclipsată în prima noapte a Ramadan-ului și soarele va fi eclipsat în mijlocul zilei în aceeași lună, iar aeste semne nu au mai apărut de când Dumnezeu a creat cerurile și pământul.”
Ahmadiții susțin că această profeție a fost împlinită în 1894-1895, la aproape trei ani după ce Ghulam Ahmad s-a proclamat Mahdi și Mesia. Întâmplarea are devenit un punct de controversă și a primit critici din partea teologilot musulmani bine pregătiți în știința hatih-ului, fiind considerată o tradiție slabă cu autori nedemni de încredere, neputând fi trasată înapoi până la Muhammad. De asemenea, astfel de eclipse mai avuseseră loc de multe ori după moartea lui Ghulam Ahmad.

## Moștenirea

### Predica revelată
În 1900, cu ocazia festivalului de Eid al-Adha se spune că ar fi ținut o slujbă improvizată de o oră pentru a expune sensul și filosofia sacrificiului, episod care este celebrat ca unul dintre cele mai importante episoade ale istoriei ahmadite. Predica a fost transcrisă simultan de doi dintre companionii săi și a rămas cunoscută ca Khutba Ilhamiyya, predica revelată sau inspirată. Literatura ahmadiyya susține că în această predică a exisat o schimbare în vocea lui Ghulam Ahmad, arăta ca și cum ar fi fost în transă, în strânsoarea unei maini nevăzute și  de parcă o voce din necunoscute l-a făcut vocea ei. După încheierea predicii, Ahmad a căzut în prosternare, fiind urmat de restul credincioșilor, ca semn al mulțumirii față de Dumnezeu.
Ahmad a scris ulterior:
„Era ca o fântână ascunsă It was like a hidden fountain care țâșnea mai departea iar eu nu știam dacă eram eu cel care vorbea sau un înger care vorbea prin mine. Propozițiile doar erau rostite, iar fiecare propoziție era un semn de la Dumnezeu pentru mine.” — Mirza Ghulam Ahmad, Haqeeqatul-Wahi 

### Minaretul alb

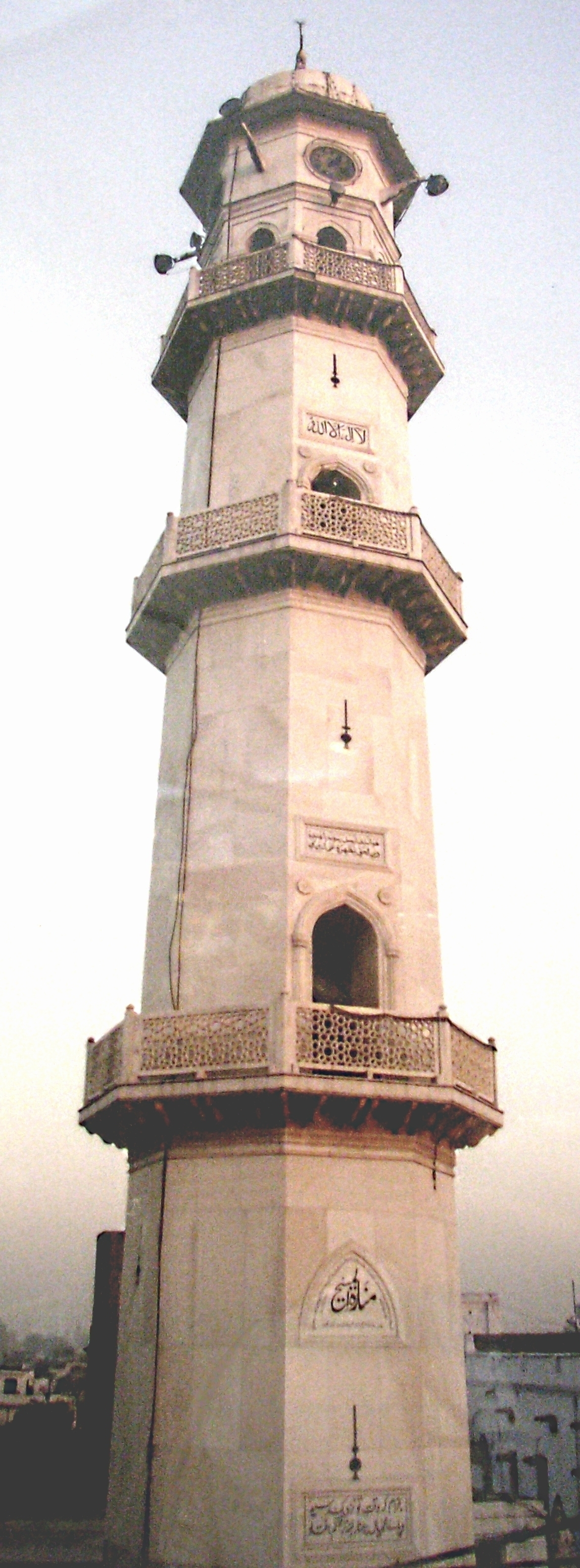
Minaretul alb, Qadian

Potrivit tradiției islamice, Iisus, la cea de-a doua venire, va coborî cu sau aproape de un minaret alb, se pare la est de Damasc sau în partea estică a Damascului. Ghulam Ahmad a susținut că acest hadith nu explică dacă minaretul va fi în partea estică a Damascului sau la est de oraș, iar profeția ar fi împlinită prin coborârea sa în Qadian, un oraș situat la est de Damasc, iar semnificația minaretului ar fi una simbolică, aceea de lumină a islamului, care se va ridica precum un minaret atunci când va veni vremea celui promis. Această profeție ar arăta către o epocă a luminării, cu numeroase facilități de comunicare și transport, care ar face prozelitismul mai ușor, aceasta fiind o reflectare a scopului fizic pe care minaretele le aveau în epoca societăților islamice medievale, eficiența comunicării chemării la rugăciune la o cât mai mare audiență. Ghulam Ahmad susține că Dumnezeu i-a spus:
„Pășește în față, căci timpul tău a benit iar picioarele oamenilor lui Muhammad au fostStep forth, that your time has Arrived and the feet of the people of Muhammad au fost bine implantate pe un turn înalt. Sfinte Muhammad, cel ales, șeful profeților.” — Mirza Ghulam Ahmad, 'Tadhkirah, pg. 444.
În 1903 Ahmad a pus fundația minaretului pentru a comemora profeția și pentru a reprezenta atât fizic cât și spiritual aspecte ale islamului cu lumină și un ceas fixat în vârful său pentru a simboliza diseminarea luminii islamului în toate zările, astfel încât omul să-i recunoască timpul, iar un muezin va da de acolo chemarea la rugăciune de cinci ori pe zi pentru a simboliza invitația la islam.  Construcția acestui minaret a fost terminată în 1916 și a devenit un simbol și semn distinctiv al mișcării ahmadiyya.

## Opera
Ghulam Ahmad a lăsat în urmă numeroase volume ce conțin atât proză cât și poezie, în trei limbi: urdu, arabă și persană. Scrierile sale, în care utiliza Coranul pentru a elabora diverse idei, contin expunerea și explicarea învățăturilor islamice, de cele mai multe ori reinterpretate. Printre subiectele sale se numără problemele teologiei islamice și misticismul.
Inițial cărțile sale au fost publicate individual, însă după decesul său scrierile sale au fost strânse sub conducerea lui Mirza Nasir Ahmad, al treilea calif al lui Ghulam Ahmad, compilate într-un corpus de 23 de volume cunoscut ca și „Comorile spirituale” (Roohani Khazāin). Anunțurile sale complete și avertizările au fost adunate în „Colecția de avertizment”e (Majmooa Ishtiharat), scrisorile au fost compilate în trei volume sub numele de „Maktoobat e Ahmad” iar discursuile și spunerile au fost strânse în cinci volume cunoscute ca „Malfoozat”.
Câteva dintre cărțile sale au fost distribuite internațional în timpul vieții sale. Eseul său Filosofia învățăturilor islamice (în original în urdu Islami Usool ki Falāsifi)  susținut inițial la o conferință despre religie în Lahore în decembrie 1896 a fost ulterior publicat și bine-primit de mai mulți intelectuali, printre care și Lev Tolstoi.